# Portsmouth Dreadnoughts
I Portsmouth Dreadnoughts sono la squadra di football americano di Portsmouth, in Inghilterra, fondata nel 2012. La formazione femminile ha vinto la Division 2A nel 2018 e ha disputato il campionato di massimo livello nazionale nel 2018-19.

## Dettaglio stagioni

### Tornei nazionali

#### Campionato

##### BAFA NL
| Stagione | regular season | regular season | regular season | regular season | regular season | regular season | playoff | playoff | playoff | playoff | playoff | playoff   | playoff    |
|          | Vin            | Par            | Per            | Tot            | PF             | PS             | Vin     | Per     | Tot     | PF      | PS      | risultato | avversaria |
| -------- | -------------- | -------------- | -------------- | -------------- | -------------- | -------------- | ------- | ------- | ------- | ------- | ------- | --------- | ---------- |
| 2021     | 0              | 0              | 1              | 1              | 0              | 20             | -       | -       | -       | -       | -       | -         | -          |
| Totale   | 0              | 0              | 1              | 1              | 0              | 20             | -       | -       | -       | -       | -       |           |            |

Fonti: Enciclopedia del Football - A cura di Massimo Mezzetti

##### Sapphire Series Division One
| Stagione | regular season | regular season | regular season | regular season | regular season | regular season | playoff | playoff | playoff | playoff | playoff | playoff   | playoff    |
|          | Vin            | Par            | Per            | Tot            | PF             | PS             | Vin     | Per     | Tot     | PF      | PS      | risultato | avversaria |
| -------- | -------------- | -------------- | -------------- | -------------- | -------------- | -------------- | ------- | ------- | ------- | ------- | ------- | --------- | ---------- |
| 2018-19  | 0              | 0              | 2              | 2              | 6              | 62             | -       | -       | -       | -       | -       | -         | -          |
| Totale   | 0              | 0              | 2              | 2              | 6              | 62             | -       | -       | -       | -       | -       |           |            |

Fonti: Enciclopedia del Football - A cura di Massimo Mezzetti

##### BAFA NL National Division/BAFA NL Division One
| Stagione | regular season | regular season | regular season | regular season | regular season | regular season | playoff | playoff | playoff | playoff | playoff | playoff   | playoff    |
|          | Vin            | Par            | Per            | Tot            | PF             | PS             | Vin     | Per     | Tot     | PF      | PS      | risultato | avversaria |
| -------- | -------------- | -------------- | -------------- | -------------- | -------------- | -------------- | ------- | ------- | ------- | ------- | ------- | --------- | ---------- |
| 2014     | 0              | 0              | 10             | 10             | 39             | 372            | -       | -       | -       | -       | -       | -         | -          |
| 2022     | 1              | 0              | 9              | 10             | 54             | 232            | -       | -       | -       | -       | -       | -         | -          |
| Totale   | 1              | 0              | 19             | 20             | 93             | 604            | -       | -       | -       | -       | -       |           |            |

Fonti: Enciclopedia del Football - A cura di Massimo Mezzetti

##### Sapphire Series Division Two/Sapphire Series Division 2A/NWFL Division One
| Stagione | regular season | regular season | regular season | regular season | regular season | regular season | playoff | playoff | playoff | playoff | playoff | playoff     | playoff           |
|          | Vin            | Par            | Per            | Tot            | PF             | PS             | Vin     | Per     | Tot     | PF      | PS      | risultato   | avversaria        |
| -------- | -------------- | -------------- | -------------- | -------------- | -------------- | -------------- | ------- | ------- | ------- | ------- | ------- | ----------- | ----------------- |
| 2017     | 4              | 0              | 2              | 6              | 213            | 64             | -       | -       | -       | -       | -       | -           | -                 |
| 2018     | 4              | 0              | 0              | 4              | 78             | 9              | 2       | 0       | 2       | 44      | 14      | Campionesse | Sandwell Steelers |
| 2022     | 7              | 0              | 1              | 8              | 86             | 54             | 1       | 1       | 2       | 55      | 58      | Terzo posto | Leicester Falcons |
| Totale   | 15             | 0              | 3              | 18             | 377            | 127            | 3       | 1       | 4       | 99      | 72      |             |                   |

Fonti: Enciclopedia del Football - A cura di Massimo Mezzetti

##### BAFA NL Division Two
| Stagione | regular season | regular season | regular season | regular season | regular season | regular season | playoff | playoff | playoff | playoff | playoff | playoff                    | playoff                |
|          | Vin            | Par            | Per            | Tot            | PF             | PS             | Vin     | Per     | Tot     | PF      | PS      | risultato                  | avversaria             |
| -------- | -------------- | -------------- | -------------- | -------------- | -------------- | -------------- | ------- | ------- | ------- | ------- | ------- | -------------------------- | ---------------------- |
| 2015     | 2              | 0              | 8              | 10             | 110            | 341            | -       | -       | -       | -       | -       | -                          | -                      |
| 2016     | 4              | 0              | 6              | 10             | 164            | 185            | -       | -       | -       | -       | -       | -                          | -                      |
| 2017     | 8              | 0              | 2              | 10             | 291            | 97             | 1       | 1       | 2       | 25      | 37      | Semifinale                 | Wembley Stallions      |
| 2018     | 7              | 0              | 1              | 8              | 245            | 43             | 2       | 1       | 3       | 99      | 36      | Finale Southern Conference | Hertfordshire Cheetahs |
| Totale   | 21             | 0              | 17             | 38             | 810            | 666            | 3       | 2       | 5       | 124     | 73      |                            |                        |

Fonti: Enciclopedia del Football - A cura di Massimo Mezzetti

### Riepilogo fasi finali disputate
| Anno              | Luogo            | Evento                      | Fase del torneo      | Incontro                                         | Risultato |
| 27 agosto 2017    |                  | BAFA NL Division Two        | Semifinale           | Wembley Stallions - Portsmouth Dreadnoughts      | 33 - 6    |
| 17 marzo 2018     | Sandwell         | Sapphire Series Division 2A | Finale               | Portsmouth Dreadnoughts - Sandwell Steelers      | 18 - 14   |
| 2 settembre 2018  |                  | BAFA NL Division Two        | Finale di Conference | Hertfordshire Cheetahs - Portsmouth Dreadnoughts | 24 - 7    |
| 10 settembre 2022 | Upton-by-Chester | NWFL Division One           | Finale 3º - 4º posto | Leicester Falcons - Portsmouth Dreadnoughts      | 21 - 27   |

## Palmarès
- 1 Campionato femminile di secondo livello (2018)